# Nube de Wilson

Una prueba de un arma nuclear de 21 kilotones bajo el agua, el Baker de la Operación Crossroads, mostrando una nube de Wilson.

La nube de Wilson o nube de condensación transitoria es observable en las grandes explosiones en aire húmedo. 
Cuando se detona un arma nuclear o una gran cantidad de explosivos convencionales con un aire lo suficientemente húmedo, la "fase negativa" de la onda de choque causa una rarefacción (reducción de la densidad) del aire que rodea la explosión, pero no el que la contiene. Esta rarefacción lleva a un enfriamiento temporal del aire, que causa la condensación de parte del vapor de agua contenido en él. Cuando la presión y la temperatura vuelven a la normalidad, la nube de Wilson se disipa.

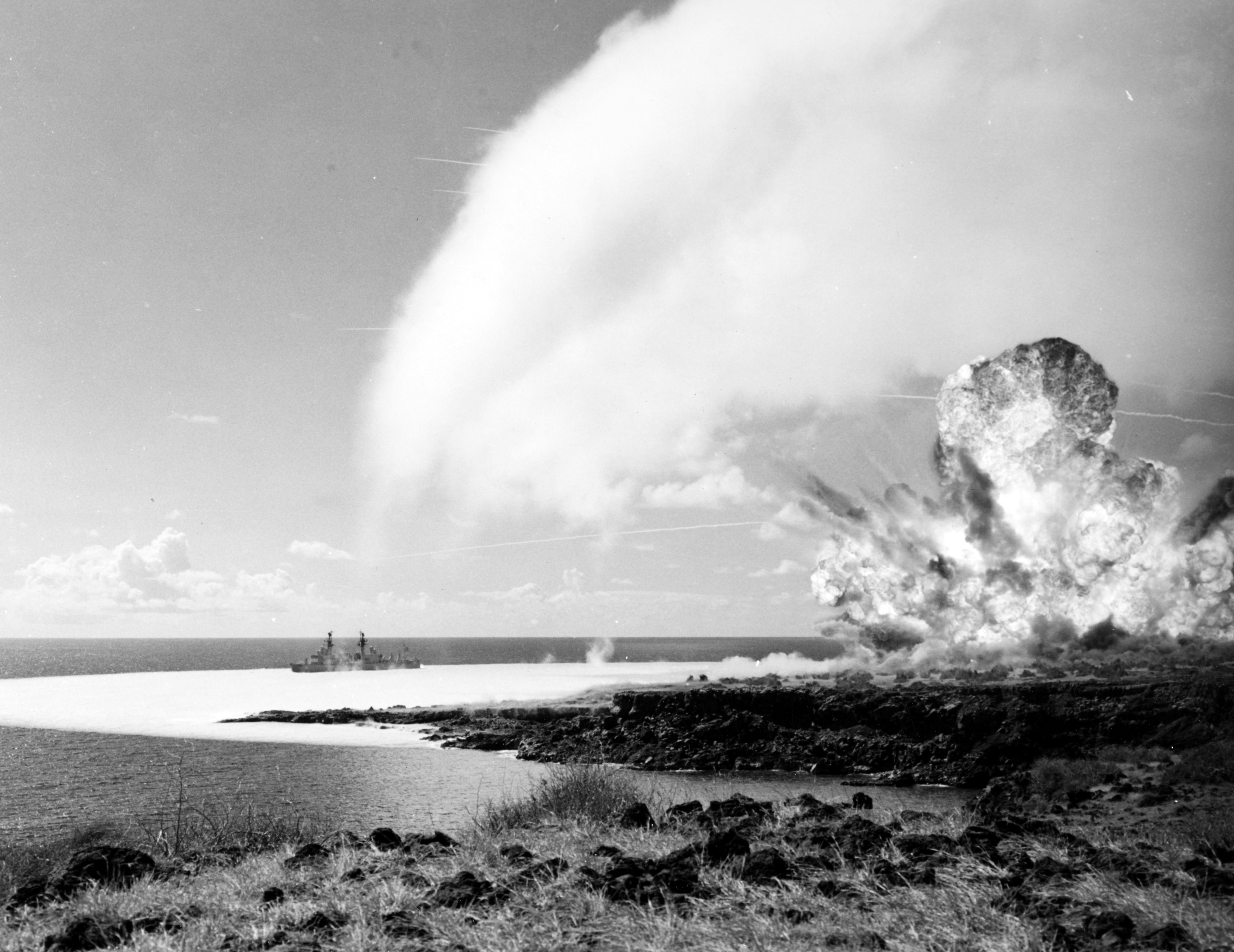
Una explosión de 500 toneladas de TNT, mostrando una nube de Wilson.

Dado que el calor no deja la masa de aire afectado, este cambio de presión es adiabático, con un cambio de temperatura asociado. En el aire húmedo, la disminución de la temperatura en la parte más enrarecida de la onda de choque puede hacer que la temperatura del aire descienda por debajo de su punto de condensación, a la que la temperatura se condensa para formar una nube visible de gotas de agua microscópicas. Dado que el efecto de presión de la onda es reducido por su expansión (el mismo efecto de presión es propagado a través de un radio mayor), el efecto vapor también tiene un radio limitado. Ese vapor también puede verse en regiones de baja presión durante las maniobras subsónicas con altas G en condiciones de humedad.

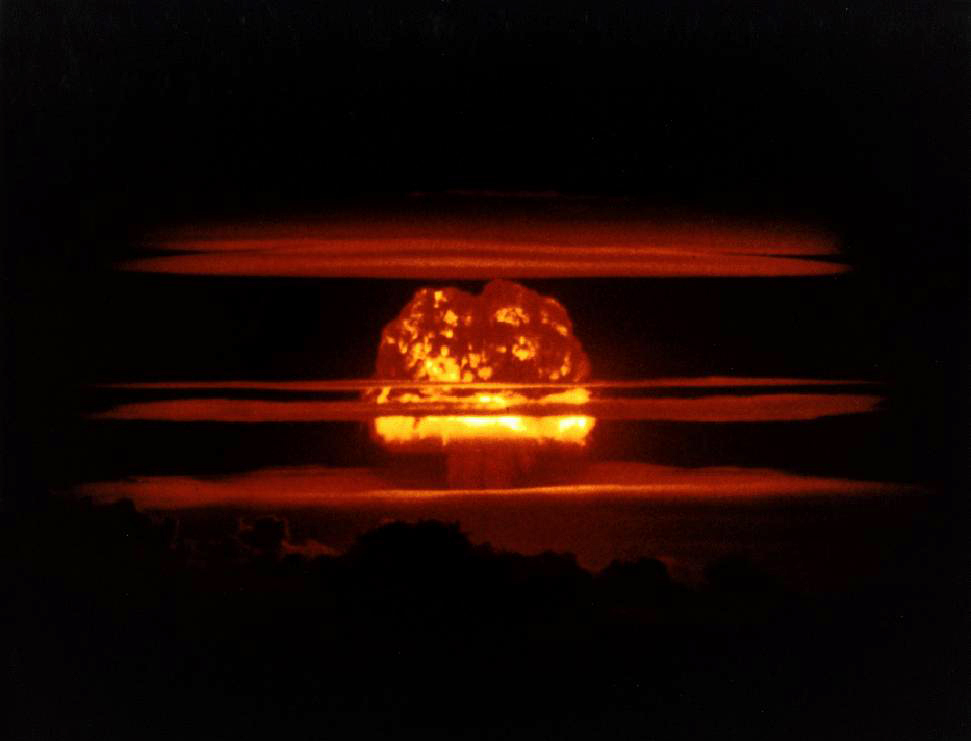
Nube de hongo con múltiples anillos de condensación en la prueba de la bomba de hidrógeno de 6,9 megatones en en.

Los científicos que observaban las pruebas nucleares de la Operación Crossroads en 1946 en el atolón Bikini nombraron la nube transitoria "nube Wilson" por su similitud con las aparecidas dentro de la cámara de nubes Wilson, un instrumento con el que estaban familiarizados. (El efecto de la cámara de nubes es causado por una reducción temporal de la presión en un sistema cerrado y marca la trayectoria de las partículas subatómicas eléctricamente cargadas.) Los analistas posteriores a las pruebas nucleares usaron el término nube de condensación para las nubes de Wilson.
La forma de la onda de choque, influenciada por las diferentes velocidades en las diversas altitudes, y la temperatura y humedad de las distintas capas atmosféricas, determina la aparición de las nubes de Wilson. Durante las pruebas nucleares, se observan comúnmente los anillos de condensación alrededor o sobre la bola de fuego. Los anillos alrededor de la bola de fuego pueden volverse estables y formar anillos alrededor del tallo de la nube en forma de hongo.
La duración de la nube de Wilson durante las explosiones nucleares aéreas puede disminuir por la radiación térmica de la bola de fuego, que calienta la nube por encima de su punto de condensación y evapora las gotas.
A veces se observa el mismo tipo de nube de condensación alrededor de las alas de las aeronaves jet de baja altitud en una atmósfera bastante húmeda. La parte superior de las alas es la superficie más curvada, y la curvatura (y una velocidad del aire incrementada en esa zona) causa la reducción de la presión del aire, según el principio de Bernoulli. Esta reducción de la presión del aire causa el enfriamiento, como se mostraba anteriormente, y la condensación en vapor de agua, apareciendo nubes transitorias.
La singularidad Prandtl-Glauert en aerodinámicas es otro ejemplo de nube de Wilson.
Un ejemplo reciente, y ampliamente documentado en imágenes, de una nube de Wilson, ocurrió durante la explosión en el puerto de Beirut, Líbano, el 4 de agosto de 2020, donde 2750 toneladas de nitrato de amonio, ácido nítrico y otros químicos, explotaron posterior a un incendio en las instalaciones portuarias.